# Винтеровец
Винтеровец је насељено место у општини Горња Стубица, Крапинско-загорска жупанија, Хрватска.

## Историја
До територијалне реорганизације у Хрватској био је у саставу старе општине Доња Стубица.

## Становништво
У попису становништва из 2011. године, Винтеровец је имао 49 становника.
| Број становника према пописима | Број становника према пописима | Број становника према пописима | Број становника према пописима | Број становника према пописима | Број становника према пописима | Број становника према пописима | Број становника према пописима | Број становника према пописима | Број становника према пописима | Број становника према пописима | Број становника према пописима | Број становника према пописима | Број становника према пописима | Број становника према пописима | Број становника према пописима |
| ------------------------------ | ------------------------------ | ------------------------------ | ------------------------------ | ------------------------------ | ------------------------------ | ------------------------------ | ------------------------------ | ------------------------------ | ------------------------------ | ------------------------------ | ------------------------------ | ------------------------------ | ------------------------------ | ------------------------------ | ------------------------------ |
| 1857                           | 1869                           | 1880                           | 1890                           | 1900                           | 1910                           | 1921                           | 1931                           | 1948                           | 1953                           | 1961                           | 1971                           | 1981                           | 1991                           | 2001                           | 2011                           |
| 72                             | 85                             | 106                            | 128                            | 142                            | 152                            | 129                            | 157                            | 148                            | 149                            | 147                            | 97                             | 65                             | 58                             | 48                             | 49                             |

Напомена: Године 1981. смањена за део подручја насеља који је припојен насељу Матенци (Доња Стубица). До 1971. садржи део података насеља Матенци (Доња Стубица).